# طبيب الأسنان (فلم)
طبيب الأسنان (بالإنجليزية: The Dentist) هو فيلم تقطيع أمريكي صدر عام 1996 من إخراج بريان يوزنا وتأليف دينيس باولي وستيوارت جوردون وتشارلز فينش. ومن بطولة كوربن برنسن، وليندا هوفمان، وإيرل بون، وكين فوري. تدور أحداثه حول طبيب أسنان ناجح ولكنه مضطرب عقليًا مما جعله يرتكب جرائم قتل في لوس أنجلوس. يُعد هذا الفيلم الجزء الأول من سلسلة أفلام طبيب الأسنان، تلاه فيلم طبيب الأسنان الجزء الثاني.

## طاقم التمثيل
- كوربن بيرنسن بدور الدكتور آلان فاينستون
- ليندا هوفمان في دور بروك فاينستون
- مايكل ستادفيك في دور مات
- كين فوري بدور المحقق جيبس
- توني نواكس في دور المحقق صن شاين
- مولي هاجان بدور جيسيكا
- باتي توي في دور كارين
- جان هوج بدور كاندي
- فيرجينيا كين في دور سارة
- إيرل بوين بدور مارفن جولدبلوم
- كريستا سولز في دور أبريل رين
- مارك روفالو بدور ستيف لاندرز
- ليز سيمز بدور باولا روبرتس
- جوان بارون بدور السيدة سوندرز
- بريان ماكلولين في دور جودي
- كريستوفر كريسا في دور السيد شيفر
- سال فيسكوسو بدور ماثيو زيغلر

## الإنتاج

### تصوير الفيلم
صُوِرَ الفيلم في لوس أنجلوس في أحد المنازل السكنيّة.

## الإصدار
صدر الفيلم مباشرة على التلفزيون، وعُرض مرة أخرى على قناة هوم بوكس أوفيس في 18 أكتوبر 1996.

## روابط خارجية
- مقالات تستعمل روابط فنية بلا صلة مع ويكي بيانات